# Lista de jogos para Xbox One
Esta é uma lista de jogos já lançados e a serem lançados para Xbox One.
A coluna "Exclusivo" indica se o jogo só está disponível para o console Xbox One.

## Exclusivo
- = Exclusivo unicamente para este console.
- = Disponível também para plataformas de outras empresas.
- Microsoft = Exclusivo para plataformas da Microsoft, podendo incluir também versões para Xbox 360, Microsoft Windows e Windows Phone.
- Temporário = Exclusivo para este console durante um tempo determinado. Após esse tempo, o jogo será lançado para outras plataformas.

## Kinect
- = O uso do Kinect é imprescindível para jogar.
- Suportado = O Kinect não precisa ser usado para jogar, embora haja suporte ao acessório. Geralmente, jogos nesta categoria usam comandos por voz opcionais.
- = Não é possível usar o Kinect no jogo em questão.

## Jogos para Xbox One
Esta é uma lista incompleta, que pode nunca ser capaz de satisfazer as normas específicas para a completude. Você pode ajudar expandindo-a com jogos de origem confiável e verdadeira. A página em inglês é atualizada com mais frequência.
| Título                                         | Desenvolvedora                         | Publicadora                            | Ano                                                                           | Exclusivo | Kinect    | Ref.          |
| ---------------------------------------------- | -------------------------------------- | -------------------------------------- | ----------------------------------------------------------------------------- | --------- | --------- | ------------- |
| Alien: Isolation                               | The Creative Assembly                  | Sega                                   | 2014                                                                          | Não       | Não       |               |
| Angry Birds Star Wars                          | Rovio                                  | Activision                             | 2013                                                                          | Não       | Não       |               |
| Another World                                  | Martial Hesse-Dreville                 | The Digital Lounge                     | 2014                                                                          | Não       | Não       |               |
| Arena of Fate                                  | Crytek                                 | Crytek                                 | 2014                                                                          | Não       | Não       |               |
| Assassin's Creed IV: Black Flag                | Ubisoft Montreal                       | Ubisoft                                | 2013                                                                          | Não       | Não       | [ 1 ]         |
| Assassin's Creed: Unity                        | Ubisoft Toronto                        | Ubisoft                                | 2014                                                                          | Não       | Não       | [ 2 ]         |
| Assassin's Creed Syndicate                     | Ubisoft Quebec                         | Ubisoft                                | 2015                                                                          | Não       | Não       |               |
| Assassin's Creed Origins                       | Ubisoft Montreal                       | Ubisoft                                | 2017                                                                          | Não       | Não       |               |
| Assassin's Creed Odyssey                       | Ubisoft Quebec                         | Ubisoft                                | 2018                                                                          | Não       | Não       |               |
| Batman: Arkham Knight                          | Rocksteady Studios                     | Warner Bros. Interactive Entertainment | 2015                                                                          | Não       | Não       | [ 3 ]         |
| Battlefield 4                                  | DICE                                   | Electronic Arts                        | 2013                                                                          | Não       | Não       | [ 4 ]         |
| Battlefield: Hardline                          | Visceral Games                         | Electronic Arts                        | 2015                                                                          | Não       | Não       | [ 5 ]         |
| Below                                          | Capybara Games                         | Microsoft Studios                      | ASA                                                                           | Microsoft | Não       | [ 6 ]         |
| Bioshock Infinite                              | Irrational Games                       | 2K Games                               | 2013                                                                          | Não       | Não       |               |
| Call of Duty: Advanced Warfare                 | Sledgehammer Games                     | Activision                             | 2014                                                                          | Não       | Não       | [ 7 ]         |
| Call of Duty: Ghosts                           | Infinity Ward                          | Activision                             | 2013                                                                          | Não       | Não       | [ 8 ]         |
| Carmageddon: Reincarnation                     | Stainless Games                        | Stainless Games                        | 2015                                                                          | Não       | Não       |               |
| Castle Storm: Definitive Edition               | Zen Studios                            | Zen Studios                            | 2014                                                                          | Não       | Não       |               |
| Chariot                                        | Frima Studio                           | Frima Studio                           | 2014                                                                          | Não       | Não       |               |
| Child of Light                                 | Ubisoft Montreal                       | Ubisoft                                | 2014                                                                          | Não       | Não       |               |
| Contrast                                       | Platform Compulsion Games              | Platform Compulsion Games              | 2014                                                                          | Não       | Não       |               |
| Costume Quest 2                                | Double Fine Productions                | Midnight City                          | 2014                                                                          | Não       | Não       |               |
| Crimson Dragon                                 | Grounding                              | Microsoft Studios                      | 2013                                                                          | Sim       | Não       |               |
| Cities: Skylines                               | Colossal Order                         | Paradox Interactive                    | 2015                                                                          | Não       | Não       |               |
| Cuphead                                        | StudioMDHR Enterteinment               | Microsoft Studios                      | 2017                                                                          | Microsoft | Não       |               |
| Cyberpunk 2077                                 | CD Projekt RED                         | CD Projekt RED                         | 2015                                                                          | Não       | Não       | [ 9 ]         |
| D4                                             | Access Games                           | Microsoft Studios                      | 2014                                                                          | Sim       | Suportado |               |
| Dance Central Spotlight                        | Harmonix                               | Microsoft Studios                      | 2014                                                                          | Sim       | Sim       |               |
| Dead by Daylight                               | Behaviour Interactive                  | Starbreeze Studios                     | 2017                                                                          | Não       | Não       | [ 10 ]        |
| Dead Island 2                                  | Yager Development                      | Deep Silver                            | 2015                                                                          | Não       | Não       | [ 11 ]        |
| Dead or Alive 5: Last Round                    | Team Ninja                             | Tecmo Koei                             | 2015                                                                          | Não       | Não       | [ 12 ]        |
| Dead Rising 3                                  | Capcom Vancouver                       | Capcom                                 | 2013                                                                          | Microsoft | Suportado | [ 13 ]        |
| Destiny                                        | Bungie                                 | Activision                             | 2014                                                                          | Não       | Não       | [ 14 ]        |
| Defense Grid 2                                 | Hidden Path Entertainment              | 505 Games                              | 2014                                                                          | Não       | Não       |               |
| Devil May Cry 4 Special Edition                | Capcom                                 | Capcom                                 | 2015                                                                          | Não       | Não       | [ 15 ]        |
| Disney Infinity: Marvel Superheroes            | Avalanche Software                     | Microsoft Studios                      | 2014                                                                          | Não       | Não       |               |
| Diablo III                                     | Blizzard Entertainment                 | Blizzard Entertainment                 | 2014                                                                          | Não       | Não       |               |
| Divekick Addition Edition                      | Iron Galaxy Studios                    | Iron Galaxy Studios                    | 2014                                                                          | Não       | Não       |               |
| DmC: Devil May Cry Definitive Edition          | Capcom                                 | Capcom                                 | ASA                                                                           | Não       | Não       | [ 15 ]        |
| Dragon Age: Inquisition                        | BioWare                                | Electronic Arts                        | 2014                                                                          | Não       | Não       |               |
| Dragon Ball Xenoverse                          | Dimps                                  | Namco Bandai                           | 2015                                                                          | Não       | Não       |               |
| Dying Light                                    | Techland                               | Warner Bros. Interactive               | 2015                                                                          | Não       | Não       | [ 16 ]        |
| EA Sports UFC                                  | EA Canada                              | Electronic Arts                        | 2014                                                                          | Não       | Não       | [ 17 ] [ 18 ] |
| EA Sports UFC 2                                | EA Canada                              | Electronic Arts                        | 2016                                                                          | Não       | Não       |               |
| EA Sports UFC 3                                | EA Canada                              | Electronic Arts                        | 2018                                                                          | Não       | Não       |               |
| Fable Legends                                  | Lionhead Studios                       | Microsoft Studios                      | ASA                                                                           | Sim       | Suportado |               |
| Fantasia: Music Evolved                        | Harmonix Music Systems                 | Disney Interactive Studios             | 2014                                                                          | Sim       | Sim       | [ 19 ]        |
| Far Cry 4                                      | Ubisoft Montreal                       | Ubisoft                                | 2014                                                                          | Não       | Não       | [ 20 ]        |
| Fibbage                                        | Jackbox Games                          | Jackbox Games                          | 2014                                                                          | Não       | Não       |               |
| FIFA 14                                        | EA Canada                              | Electronic Arts                        | 2013                                                                          | Não       | Suportado | [ 21 ]        |
| FIFA 15                                        | EA Canada                              | Electronic Arts                        | 2014                                                                          | Não       | Suportado | [ 22 ]        |
| FIFA 16                                        | EA Canada                              | Electronic Arts                        | 2015                                                                          | Não       | Suportado |               |
| FIFA 17                                        | EA Canada                              | Electronic Arts                        | 2016                                                                          | Não       | Suportado |               |
| FIFA 18                                        | EA Canada                              | Electronic Arts                        | 2017                                                                          | Não       | Suportado |               |
| Fighter Within                                 | Daoka                                  | Ubisoft                                | 2013                                                                          | Sim       | Sim       |               |
| Final Fantasy XV                               | Square Enix                            | Square Enix                            | 2016                                                                          | Não       | ASA       | [ 23 ]        |
| Final Fantasy Type-0 HD                        | Square Enix                            | Square Enix                            | 2015                                                                          | Não       | Não       | [ 24 ]        |
| Forza Horizon 2                                | Turn 10 Studios                        | Microsoft                              | 2014                                                                          | Microsoft | Suportado | [ 25 ]        |
| Forza Horizon 3                                | Turn 10 Studios                        | Microsoft                              | 2016                                                                          | Microsoft | Não       |               |
| Forza Horizon 4                                | Turn 10 Studios                        | Microsoft                              | 2018                                                                          | Microsoft | Não       |               |
| Forza Motorsport 5                             | Turn 10 Studios                        | Microsoft                              | 2013                                                                          | Sim       | Suportado | [ 26 ]        |
| Forza Motorsport 6                             | Turn 10 Studios                        | Microsoft                              | 2015                                                                          | Microsoft | Não       |               |
| Forza Motorsport 7                             | Turn 10 Studios                        | Microsoft                              | 2017                                                                          | Microsoft | Não       |               |
| Game of Thrones                                | Telltale Games                         | Telltale Games                         | 2014-2015                                                                     | Não       | Não       |               |
| Grand Theft Auto V                             | Rockstar North                         | Rockstar Games                         | 2014                                                                          | Não       | Não       | [ 27 ]        |
| Grand Theft Auto IV ( retrocompatibilidade )   | Rockstar North                         | Rockstar Games                         | 2008 (Lançamento Original), 2017 (Retrocompatibilidade exclusiva no Xbox One) | Não       | Não       |               |
| Guacamelee!: Super Turbo Champion Edition      | Drinkbox Studios                       | Drinkbox Studios                       | 2014                                                                          | Não       | Não       |               |
| Gears of War 4                                 | The Coalition                          | Microsoft                              | 2016                                                                          | Microsoft | Não       |               |
| Gears of War 5                                 | The Coalition                          | Microsoft                              | 2019                                                                          | Microsoft | Não       |               |
| Guigui: Original Life                          | Songmoon Entertainment Inc             | Microsoft Studios                      | 2014                                                                          | Não       | Suportado |               |
| Halo 5: Guardians                              | 343 Industries                         | Microsoft Studios                      | 2015                                                                          | Sim       | ASA       |               |
| Halo: Spartan Assault                          | 343 Industries, Vanguard Entertainment | Microsoft Studios                      | 2013                                                                          | Microsoft | Não       |               |
| Halo: The Master Chief Collection              | 343 Industries                         | Microsoft Studios                      | 2014                                                                          | Não       | Não       | [ 28 ]        |
| How To Survive: Storm Warning Edition          | Eko Software                           | 505 Games                              | 2014                                                                          | Não       | Não       |               |
| Just Dance 2014                                | Ubisoft                                | Ubisoft                                | 2013                                                                          | Não       | Sim       |               |
| Just Dance 2015                                | Ubisoft                                | Ubisoft                                | 2014                                                                          | Não       | Sim       |               |
| Killer Instinct                                | Rare Ltd., Double Helix Games          | Microsoft Studios                      | 2013                                                                          | Não       | Suportado | [ 29 ]        |
| Kinect Sports Rivals                           | Rare Ltd.                              | Microsoft Studios                      | 2013                                                                          | Sim       | Sim       | [ 30 ]        |
| Kingdom Hearts III                             | Square Enix                            | Square Enix                            | Janeiro De 2019                                                               | Não       | Não       | [ 31 ]        |
| LEGO Batman 3: Beyond Gotham                   | TT Games                               | Warner Bros. Interactive Entertainment | 2014                                                                          | Não       | Não       |               |
| LEGO City Undercover                           | TT Games                               | Warner Bros. Interactive Entertainment | 2013, para Wii U, nos anos seguintes, para multiplataformas                   | Não       | Não       |               |
| LEGO DC Super Villains                         | TT Games                               | Warner Bros. Interactive Entertainment | 14 De Outubro De 2018                                                         | Não       | Não       |               |
| LEGO Harry Potter Collection                   | TT Games                               | Warner Bros. Interactive Entertainment | Outubro De 2016 para PS4, Dezembro De 2017 Para XBOX ONE E Switch             |           |           |               |
| LEGO Jurassic World                            | TT Games                               | Warner Bros. Interactive Entertainment | 2015                                                                          | Não       | Não       |               |
| LEGO Marvel's Avengers                         | TT Games                               | Warner Bros. Interactive Entertainment | 2016                                                                          | Não       | Não       |               |
| LEGO Marvel Super Heroes                       | TT Games                               | Warner Bros. Interactive Entertainment | 2013                                                                          | Não       | Não       | [ 32 ]        |
| LEGO Marvel Super Heroes 2                     | TT Games                               | Warner Bros. Interactive Entertainment | Março De 2018                                                                 | Não       | Não       |               |
| LEGO Ninjago O Filme O Jogo                    | TT Games                               | Warner Bros. Interactive Entertainment | 2017                                                                          | Não       | Não       |               |
| LEGO Os Incríveis                              | TT Games                               | Warner Bros. Interactive Entertainment | 12 De Junho De 2018                                                           | Não       | Não       |               |
| LEGO Star Wars: O Despertar Da Força           | TT Games                               | Warner Bros. Interactive Entertainment | 2016                                                                          | Não       | Não       |               |
| LEGO Star Wars III: The Clone Wars             | TT Games                               | Warner Bros. Interactive Entertainment | 2011                                                                          | Não       | Não       |               |
| LEGO The Hobbit                                | TT Games                               | Warner Bros. Interactive Entertainment | 2014                                                                          | Não       | Não       |               |
| Limbo                                          | Playdead                               | Playdead                               | 2014                                                                          | Não       | Não       |               |
| Lords of the Fallen                            | Deck 13                                | City Interactive                       | 2014                                                                          | Não       | Não       | [ 33 ]        |
| Madden NFL 15                                  | Electronic Arts                        | Electronic Arts                        | 2014                                                                          | Não       | Não       |               |
| Madden NFL 25                                  | Electronic Arts                        | Electronic Arts                        | 2013                                                                          | Não       | Não       | [ 34 ]        |
| Mad Max                                        | Avalanche Studios                      | Warner Bros. Interactive               | 2015                                                                          | Não       | Não       |               |
| Max: The Curse of Brotherhood                  | Press Play                             | Microsoft Studios                      | 2013                                                                          | Microsoft | Suportado | [ 35 ]        |
| Metal Gear Solid V: Ground Zeroes              | Kojima Productions                     | Konami                                 | 2014                                                                          | Não       | Não       | [ 36 ]        |
| Metal Gear Solid V: The Phantom Pain           | Kojima Productions                     | Konami                                 | 2015                                                                          | Não       | Não       |               |
| Metro 2033 Redux                               | 4A Games                               | Deep Silver                            | 2014                                                                          | Não       | Não       | [ 37 ]        |
| Metro: Last Light Redux                        | 4A Games                               | Deep Silver                            | 2014                                                                          | Não       | Não       | [ 37 ]        |
| Middle-earth: Shadow of Mordor                 | Monolith Productions                   | Warner Bros. Interactive Entertainment | 2014                                                                          | Não       | Não       |               |
| Minecraft: Xbox One Edition                    | Mojang, 4J Studios                     | Microsoft Studios                      | 2014                                                                          | Não       | Não       |               |
| Mirror's Edge 2                                | DICE                                   | Electronic Arts                        | ASA                                                                           | Não       | Não       |               |
| Mortal Kombat X                                | NetherRealm Studios                    | Warner Bros.                           | 2015                                                                          | Não       | Não       | [ 38 ]        |
| Murdered: Soul Suspect                         | Airtight Games                         | Square Enix                            | 2014                                                                          | Não       | Não       |               |
| Naruto Shippuden: Ultimate Ninja Storm 4       | CyberConnect2                          | Bandai Namco Games                     | 2016                                                                          | Não       | Não       | [ 39 ]        |
| Naruto Shippuden: Ultimate Ninja Storm Trilogy | CyberConnect2                          | Bandai Namco Entertainment             | 2017                                                                          | Não       | Não       |               |
| NBA 2K14                                       | Visual Concepts                        | 2K Sports                              | 2013                                                                          | Não       | Não       | [ 40 ]        |
| NBA 2K15                                       | Visual Concepts                        | 2K Sports                              | 2014                                                                          | Não       | Não       |               |
| NBA 2K16                                       | Visual Concepts                        | 2K Sports                              | 2015                                                                          | Não       | Não       |               |
| NBA 2K17                                       | Visual Concepts                        | 2K Sports                              | 2016                                                                          | Não       | Não       |               |
| NBA 2K18                                       | Visual Concepts                        | 2K Sports                              | 2017                                                                          | Não       | Não       | "             |
| NBA Live 14                                    | Electronic Arts                        | Electronic Arts                        | 2013                                                                          | Não       | Não       | [ 41 ]        |
| NBA Live 15                                    | Electronic Arts                        | Electronic Arts                        | 2014                                                                          | Não       | Não       |               |
| NBA Live 16                                    | Electronic Arts                        | Electronic Arts                        | 2015                                                                          | Não       | Não       |               |
| NBA Live 18                                    | Electronic Arts                        | Electronic Arts                        | 2017                                                                          | Não       | Não       |               |
| Need for Speed: Rivals                         | Ghost Games                            | Electronic Arts                        | 2013                                                                          | Não       | Não       | [ 42 ]        |
| Never Alone                                    | Upper One Games                        | Upper One Games                        | 2014                                                                          | Não       | Não       | [ 43 ]        |
| Ori and the Blind Forest                       | Moon Studios                           | Microsoft Studios                      | 2014                                                                          | Microsoft | ASA       | [ 44 ]        |
| Outlast                                        | Red Barrels Studio                     | Red Barrels Studio                     | 2014                                                                          | Não       | Não       | [ 45 ]        |
| Peggle 2                                       | PopCap Games                           | Electronic Arts                        | 2013                                                                          | Não       | Suportado |               |
| Plants vs. Zombies: Garden Warfare             | PopCap Games                           | Electronic Arts                        | 2014                                                                          | Não       | Suportado | [ 46 ]        |
| Powerstar Golf                                 | Zoë Mode                               | Microsoft Studios                      | 2013                                                                          | Sim       | ASA       | [ 47 ]        |
| Pro Evolution Soccer 2015                      | PES Productions                        | Konami                                 | 2014                                                                          | Não       | Não       | [ 48 ]        |
| Pro Evolution Soccer 2016                      | Pes Produtions                         | Konami                                 | 2015                                                                          | Não       | Não       |               |
| Pro Evolution Soccer 2017                      | Pes Produtions                         | Konami                                 | 2016                                                                          | Não       | Não       |               |
| Pro Evolution Soccer 2018                      | Pes Produtions                         | Konami                                 | 2017                                                                          | Não       | Não       |               |
| Project CARS                                   | Slightly Mad Studios                   | Slightly Mad Studios                   | 2014                                                                          | Não       | Não       |               |
| Project Spark                                  | Team Dakota                            | Microsoft Studios                      | 2014                                                                          | Microsoft | Não       | [ 49 ]        |
| Quantum Break                                  | Remedy Entertainment                   | Microsoft Studios                      | 2016                                                                          | Não       | Não       | [ 50 ]        |
| Rayman Legends                                 | Ubisoft Montpellier                    | Ubisoft                                | 2014                                                                          | Não       | Não       |               |
| Red Dead Redemption II                         | Rockstar Studios                       | Rockstar Games                         | 2018                                                                          | Não       | Não       |               |
| Resident Evil HD Remaster                      | Capcom                                 | Capcom                                 | 2015                                                                          | Não       | Não       | [ 51 ]        |
| Resident Evil Revelations 2                    | Capcom                                 | Capcom                                 | 2015                                                                          | Não       | Não       | [ 52 ]        |
| Rise of the Tomb Raider                        | Crystal Dynamics                       | Square Enix                            | 2015                                                                          | Sim       | ASA       | [ 53 ]        |
| Rocksmith 2014                                 | Red Storm                              | Ubisoft                                | 2014                                                                          | Não       | Não       | [ 54 ]        |
| Ryse: Son of Rome                              | Crytek                                 | Microsoft Studios                      | 2013                                                                          | não       | Suportado | [ 55 ]        |
| Sleeping Dogs: Definitive Edition              | United Front                           | Square Enix                            | 2014                                                                          | Não       | Não       |               |
| Sleeping Dogs: Triad Wars                      | United Front                           | Square Enix                            | 2015                                                                          | Não       | ASA       |               |
| Skylanders: Swap Force                         | Vicarious Visions                      | Activision                             | 2013                                                                          | Não       | Não       | [ 55 ]        |
| Sniper Elite III                               | Rebellion Developments                 | 505 Games                              | 2014                                                                          | Não       | Não       | [ 55 ]        |
| Sniper: Ghost Warrior 3                        | CI Games                               | CI Games                               | 2017                                                                          | Não       | Não       |               |
| Strider                                        | Double Helix Games                     | Capcom                                 | 2014                                                                          | Não       | Não       | [ 56 ]        |
| Strike Suit Zero: Director's Cut               | Born Ready Games                       | Born Ready Games                       | 2014                                                                          | Não       | Não       | [ 57 ]        |
| Sunset Overdrive                               | Insomniac Games                        | Microsoft Studios                      | 2014                                                                          | Não       | Não       | [ 58 ]        |
| Tales from the Borderlands                     | Telltale Games                         | Telltale Games                         | 2014-2015                                                                     | Não       | Não       | [ 59 ]        |
| Tekken 7                                       | Bandai Namco Entertainment             | Bandai Namco Entertainment             | 2017                                                                          | Não       | Não       | [ 60 ]        |
| The Crew                                       | Ivory Tower                            | Ubisoft                                | 2014                                                                          | Não       | Não       |               |
| The Elder Scrolls Online                       | ZeniMax Online Studios                 | Bethesda Softworks                     | 2014                                                                          | Não       | Não       | [ 61 ]        |
| The Evil Within                                | Tango Gameworks                        | Bethesda Softworks                     | 2014                                                                          | Não       | Não       | [ 62 ]        |
| The LEGO Movie Videogame                       | TT Games                               | Warner Bros. Interactive Entertainment | 2014                                                                          | Não       | Não       |               |
| The LEGO Movie Videogame 2                     | TT Games                               | Warner Bros. Interactive Entertainment | 26 De Fevereiro De 2019                                                       | Não       | Não       |               |
| The Walking Dead                               | Telltale Games                         | Telltale Games                         | 2014                                                                          | Não       | Não       | [ 63 ]        |
| The Walking Dead: Season Two                   | Telltale Games                         | Telltale Games                         | 2014                                                                          | Não       | Não       | [ 63 ]        |
| The Witcher 3: Wild Hunt                       | CD Projekt RED                         | CD Projekt RED                         | 2014                                                                          | Não       | Suportado | [ 64 ]        |
| The Wolf Among Us                              | Telltale Games                         | Telltale Games                         | 2014                                                                          | Não       | Não       | [ 63 ]        |
| Thief                                          | Eidos Montreal                         | Square Enix                            | 2014                                                                          | Não       | Não       | [ 65 ]        |
| Titanfall                                      | Respawn Entertainment                  | Electronic Arts                        | 2014                                                                          | Microsoft | Não       | [ 66 ]        |
| Tom Clancy's The Division                      | Ubisoft Massive                        | Ubisoft                                | 2015                                                                          | Não       | Não       | [ 67 ]        |
| Tomb Raider: Definitive Edition                | Crystal Dynamics                       | Square Enix                            | 2014                                                                          | Não       | Suportado |               |
| Trials Fusion                                  | RedLynx                                | Ubisoft                                | 2014                                                                          | Não       | Não       |               |
| Valiant Hearts: The Great War                  | Ubisoft Montpellier                    | Ubisoft                                | 2014                                                                          | Não       | Não       | [ 68 ]        |
| Warframe                                       | Digital Extremes                       | Digital Extremes                       | 2014                                                                          | Não       | Não       | [ 69 ]        |
| Warhammer 40,000: Eternal Crusade              | Behaviour Interactive                  | Behaviour Interactive                  | 2015                                                                          | Não       | ASA       | [ 70 ]        |
| Warriors Orochi 3: Ultimate                    | Omega Force                            | Tecmo Koei                             | 2014                                                                          | Não       | Não       | [ 71 ]        |
| Watch Dogs                                     | Ubisoft Montreal                       | Ubisoft                                | 2014                                                                          | Não       | Não       | [ 1 ]         |
| Watch Dogs 2                                   | Ubisoft Montreal                       | Ubisoft                                | 2016                                                                          | Não       | Não       |               |
| Wolfenstein: The New Order                     | MachineGames                           | Bethesda Softworks                     | 2014                                                                          | Não       | Não       | [ 55 ]        |
| Xbox Fitness                                   | Sumo Digital                           | Microsoft Studios                      | 2013                                                                          | Sim       | Sim       |               |
| Zoo Tycoon                                     | Frontier Developments                  | Microsoft Studios                      | 2013                                                                          | Sim       | Suportado | [ 72 ]        |
| Zumba Fitness: World Party                     | Zoë Mode                               | Majesco Entertainment                  | 2013                                                                          | Não       | Sim       | [ 1 ]         |